# Gpsim
A gpsim a Microchip cég PIC mikrovezérlőinek teljes körű rendszer-szimulátora. Eredeti szerzője Scotte Dattalo. Nyílt forráskódú szoftver, a GNU General Public License alatt jelenik meg. A szoftver a PIC mindhárom családját támogatja, tehát a 12 bites, 14 bites és a 16 bites magokat is.
A gpsim-et úgy tervezték, hogy a lehető legnagyobb pontosságot érje el a szimulációban, amelybe beletartozik a magok, memóriák, az összes belső periféria és az áramkör kivezetéseinek teljes, mindent magában foglaló működése. A szimulátor lehetővé teszi a processzorokra írt programok tesztelését is, az áramkörre úgynevezett külső „stimulusokat” lehet bocsátani, amik a külső világból érkező jeleket szimulálják (például a bemenetek változásait, a soros vonalra érkező impulzusokat, stb.), így a PIC processzorok majdnem ugyanúgy tesztelhetők, mint a valóságban. A szimuláció futását a program naplófájlba írhatja, amely utólag tanulmányozható.
A szoftver natív módon fut Linux és Windows rendszerekben. A Windows portot Borut Ražem készítette, ez a gpsimWin32, amely MinGW, Cygwin vagy Microsoft (Visual Studio 2010) eszközkészletekkel is lefordítható.

## Fordítás
Ez a szócikk részben vagy egészben  a   Gpsim című angol Wikipédia-szócikk ezen változatának fordításán alapul.  Az eredeti cikk szerkesztőit annak laptörténete sorolja fel. Ez a jelzés csupán a megfogalmazás eredetét és a szerzői jogokat jelzi, nem szolgál a cikkben szereplő információk forrásmegjelöléseként.